# 什未林火车总站
什未林火车总站（德語：Schwerin Hauptbahnhof）是德國梅克倫堡-前波莫瑞州首府什未林的主要鐵路車站，啟用於1847年。現在的車站建築建於1889年和1890年之間。目前，該站每天有大約12,000名乘客使用。